# Shanghai Hongqiao International Airport

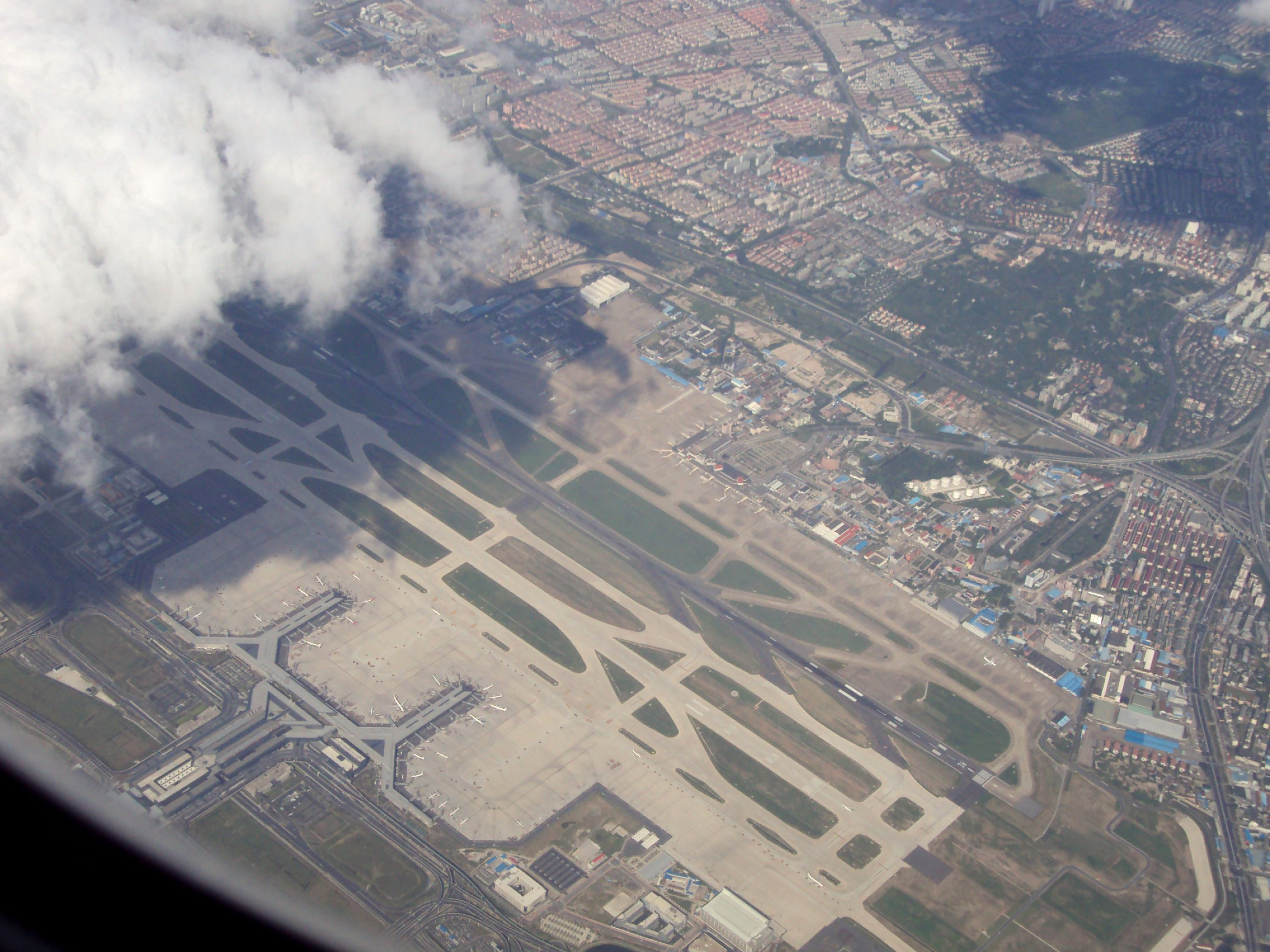
Flygplatsen från luften.

Shanghai Hongqiao International Airport (IATA: SHA, ICAO: ZSSS), (kinesiska: 上海虹桥国际机场) är Shanghais näst största flygplats. Flygplatsen ligger 13 kilometer väster om centrala Shanghai i Puxi och är närmare cityområdet än den betydligt större flygplatsen Shanghai Pudong International Airport, som ligger 40 kilometer väster om centrala staden i Pudong. År 2009 hade Hongqiao airport 25 078 548 passagerare vilket gör den till den fjärde mest trafikerade flygplatsen i Kina.    